# Achères (Cher)
Achères is een gemeente in het Franse departement Cher (regio Centre-Val de Loire) en telt 354 inwoners (1999). De plaats maakt deel uit van het arrondissement Bourges. Achères lag tijdens het ancien régime in het zelfstandige prinsdom Boisbelle.

## Geografie
De oppervlakte van Achères bedraagt 12,9 km², de bevolkingsdichtheid is 27,4 inwoners per km².
De onderstaande kaart toont de ligging van Achères (Cher) met de belangrijkste infrastructuur en aangrenzende gemeenten.

## Demografie
Onderstaande figuur toont het verloop van het inwonertal (bron: INSEE-tellingen).